# Людден, Иоганн Пауль
Иоганн Пауль Людден (нем. Johann Paul Lüdden; варианты написания фамилии: Лиден, Литен, Литтен, Лютенс, Люттенс; ? — 30 октября 1739 (старого стиля), Российская империя)  — немецкий художник-портретист, работавший в России, представитель россики.

## Биография
Людден прибыл в Россию в 1728 году из Брауншвейга. Вместе с ним приехал гравёр Х.А. Вортман. В Россию Людден прибыл уже как хорошо подготовленный  профессиональный портретист, но где и у кого он учился — неизвестно. Не исключено, что его приезд в Россию вскоре после воцарения Петра II состоялся по протекции родственников покойной матери нового императора — Шарлотты Кристины Брауншвейг-Вольфенбюттельской.
Практически сразу же по приезде, Людден создал парадный портрет императора Петра II в полный рост и получил звание придворного художника. Расцвет творчества Люддена в России был связан с недолгим царствованием этого императора. До революции этот портрет находился в Романовской галерее Зимнего дворца среди других портретов представителей Династии Романовых. В наше же время известны как минимум два ростовых портрета Петра II, приписываемых Люддену — в собраниях Государственного Русского музея и Государственного Эрмитажа соответственно.
Помимо этого, Людден создал ещё несколько «малых» парадных портретов царя. Дореволюционный источник перечисляет три «малых» портрета, один из которых в начале XX века находился там же, в Романовской галерее, другой в Гатчине, а третий входил в московское собрание князя Ф. Ф. Юсупова (старшего), и, вероятно, находился в Архангельском. Портрет из Архангельского сохранился до сих пор и по-прежнему входит в собрание этой, ставшей музеем, усадьбы. «Юсуповский» портрет Петра II является поколенным, юный император изображён на нём в рыцарских доспехах (которые в его эпоху уже не носились, однако изображались на портретах, как символы военачальников и монархов), с жезлом полководца и императорскими регалиями. «Юсуповский» портрет Петра II является одним из самых выразительных, однако сегодня нуждается в реставрации.
Другие, меньшие по размеру, портреты императора, которые сегодня считаются либо работами Люддена, либо копиями с них того же времени, сегодня хранятся в Петергофе, Царском Селе, Музее истории Санкт-Петербурга, музее-усадьбе «Кусково» в Москве и Курской картинной галерее. Петергофский портрет считается поздней копией (XIX века), с оригинала Люддена, а два следующих могут быть тождественны описанным в дореволюционном источнике, как хранившиеся в Гатчинском дворце и Романовской галерее. Кроме того, некоторые сохранившиеся портреты Петра II указываются в каталогах, как «тип Люддена» (что предполагает, что речь идёт о ранних, старинных копиях), но если и являются не оригиналами, а копиями, то практически все — с разных оригиналов.
Кроме того, по заказу Петра II Людден выполнил посмертные парные парадные портреты его отца, царевича Алексея Петровича и матери, Шарлотты Брауншвейгской. Эти портреты до революции также хранились в Романовской галерее в Санкт-Петербурге. В наши дни эти два портрета хранятся в собрании Государственного исторического музея в Москве.
После кончины Петра II, положение Люддена несколько пошатнулось. Однако, он остался в России, и в период царствования Анны Иоанновны продолжил писать портреты, но теперь уже — по заказам частных лиц. Из портретов этого периода уже сто лет назад был известен и атрибутирован Люддену только один: портрет контр-адмирала Василия Афанасьевича Дмитриева-Мамонова, который до революции принадлежал известному московскому коллекционеру князю С. А. Щербатову, а в настоящее время входит в собрание Государственной Третьяковской галереи. Точная копия (авторское повторение?) того же портрета хранится в собрании Новгородского государственного объединенного музея-заповедника в Великом Новгороде
Однако, в действительности, неатрибутированных портретов кисти Люддена могло сохраниться гораздо больше, тем более, что творчество этого художника долгое время почти не привлекало внимания искусствоведов. Уже автор биографии художника в дореволюционном Русском биографическом словаре (РБС) искусствовед Сергей Ростиславович Эрнст отмечал:

Людден почти неизвестен нашим любителям искусства, но это забвенье совершенно несправедливо: широко задуманные, серьезные и очень парадные, блещущие хорошей техникой людденовские портреты заслуживают всяческого внимания и оберегания.
— Людден, Иоганн-Пауль // Русский биографический словарь : в 25 томах. — СПб.—М., 1896—1918.
Несмотря на столь высокую оценку, за прошедшие сто лет в отношении Люддена ситуация не особенно поменялась.
В РБС также отмечается, что, по словам современника Люддена, тому «особенно хорошо удавались эффекты лунного и искусственного освещения». Сохранившимся примером подобного рода является картина Люддена «Бегство в Египет» из собрания Государственного Эрмитажа. По картинам Люддена гравировал Х.А. Вортман.
Скончался Иоганн Пауль Людден 30 октября 1739 (старого стиля) в России, вероятно, в Санкт-Петербурге.

## Галерея

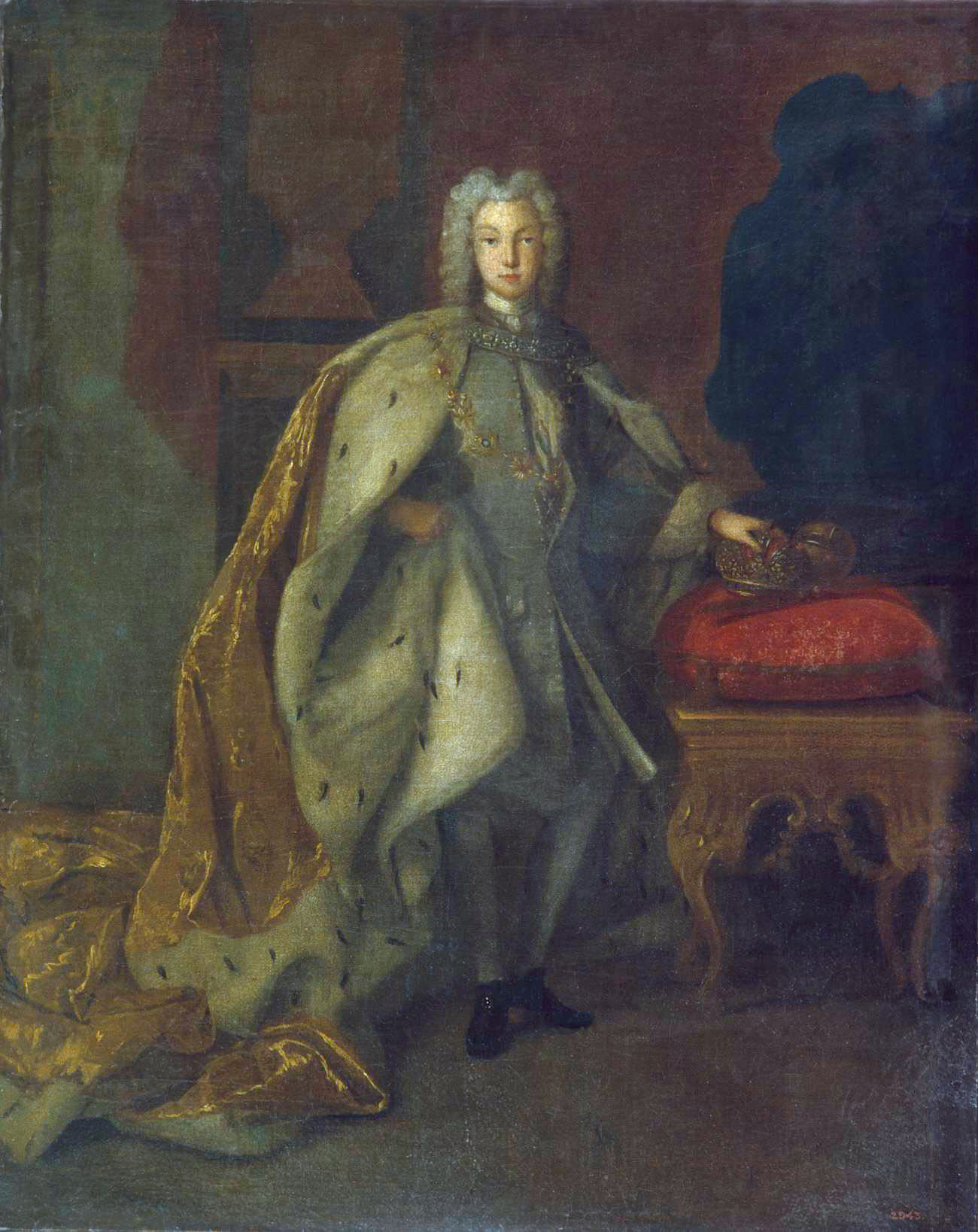
Парадный портрет императора Петра II, 1728, Государственный Русский музей, Санкт-Петербург
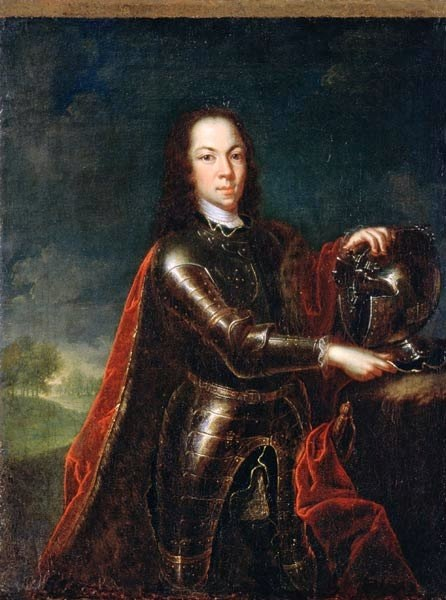
Посмертный парадный портрет царевича Алексея Петровича, конец 1720-х годов, Государственный исторический музей, Москва
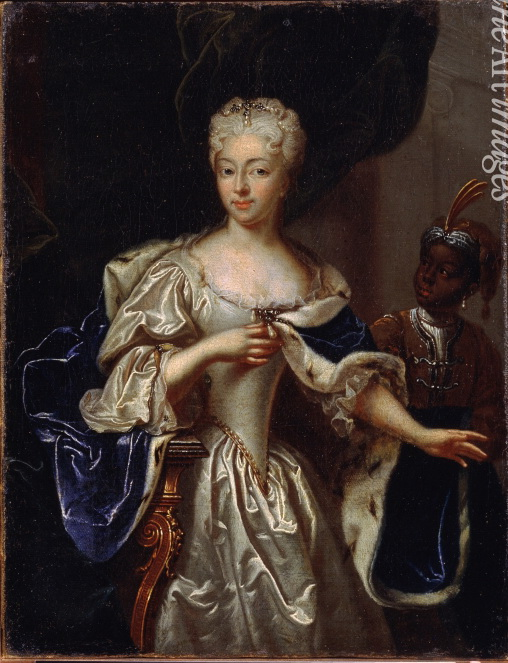
Посмертный парадный портрет принцессы Шарлотты Кристины Брауншвейг-Вольфенбюттельской, конец 1720-х годов, Государственный исторический музей
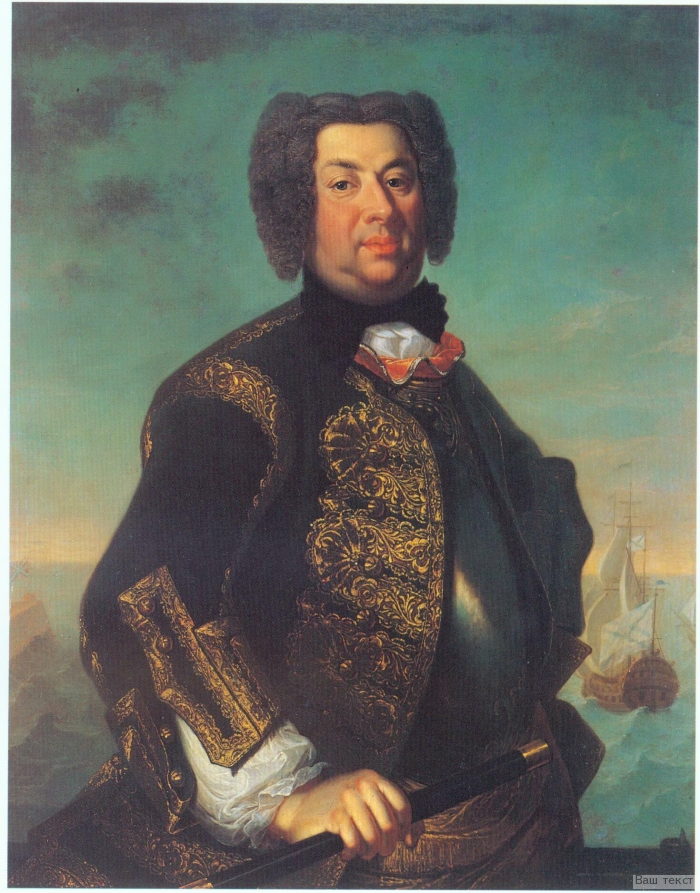
Портрет контр-адмирала Василия Афанасьевича Дмитриева-Мамонова, ок. 1735, Государственная Третьяковская галерея, Москва
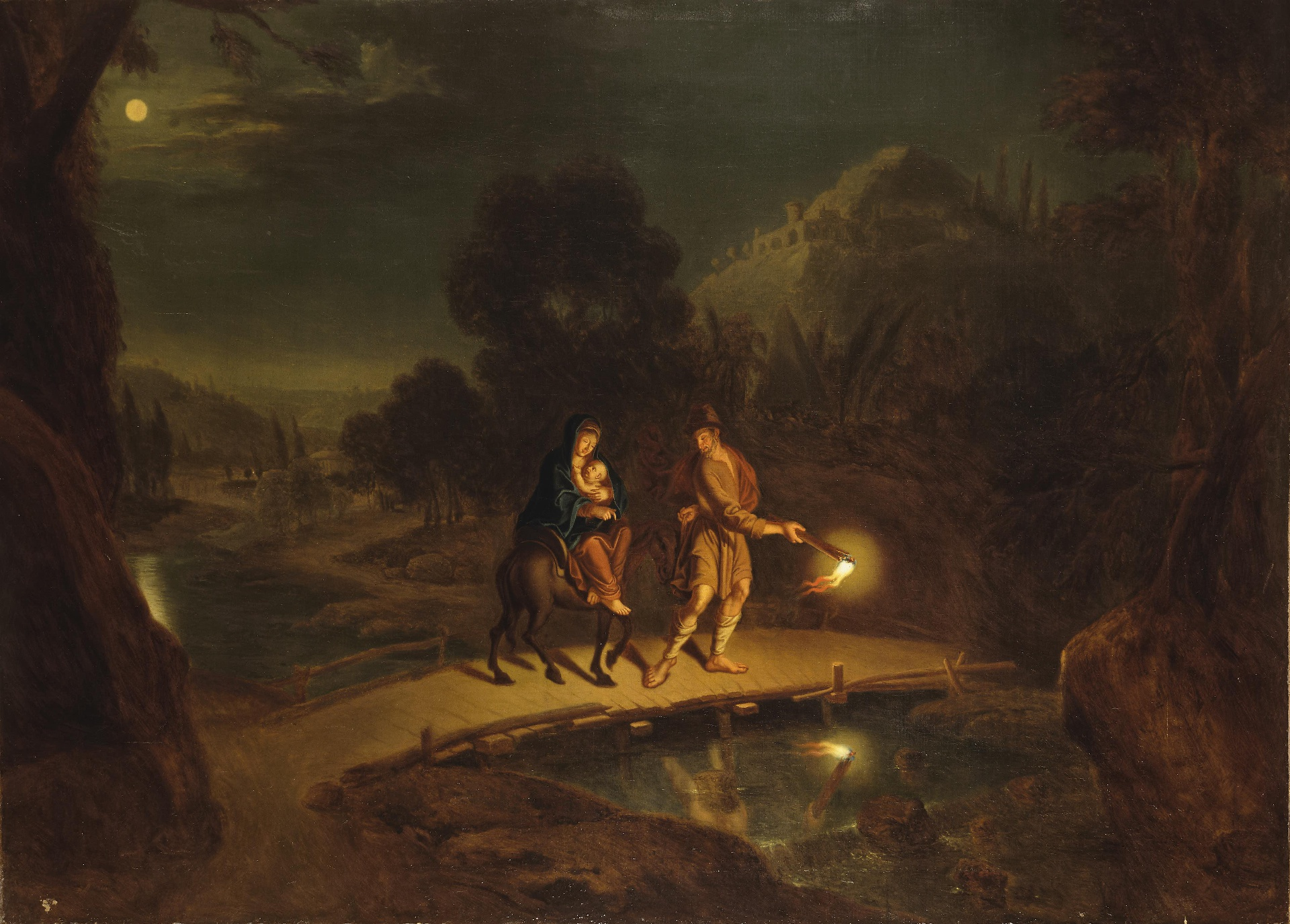
Бегство в Египет, Государственный Эрмитаж, Санкт-Петербург
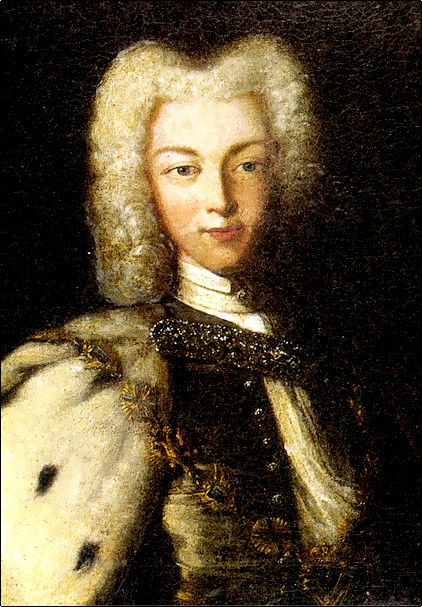
Портрет императора Петра II, (тип Люддена). Курская картинная галерея.